# Let's Shake Hands
Let's Shake Hands è il singolo di debutto del duo statunitense The White Stripes, pubblicato nel marzo 1998.
"Let's Shake Hands" mostra il suono primordiale del garage punk influenzato dal Blues (Punk blues) della band nella sua infanzia. Il singolo è seguito dalla canzone Look Me Over Closely, una canzone scritta per Marlene Dietrich dal musicista folk Terry Gilkyson.
La prima edizione era di 1000 copie in vinile rosso. Una seconda edizione fu pressata su vinile nero nel 2002.

## Tracce
1. Let's Shake Hands – 2:01
2. Look Me Over Closely – 2:09